# Xi Persei
Xi Persei (ξ Per, 46 Per), è una stella nella costellazione di Perseo distante 1600 anni luce circa dal sistema solare, di magnitudine apparente +4,04. È conosciuta anche con il nome tradizionale di Menchib, o Menkib, anche se quest'ultimo termine è maggiormente utilizzato per un'altra stella della costellazione, Zeta Persei.

## Osservazione
La stella la si incontra all'incirca a metà strada tra le stelle Epsilon Persei e Zeta Persei, più brillanti, nella parte meridionale della costellazione di Perseo.
Caratterizzata da una declinazione settentrionale, la sua osservazione è più facile dalle regioni dell'emisfero boreale terrestre, dove si mostra molto alta sull'orizzonte nelle sere dell'autunno e dell'inizio dell'inverno, ossia quando Perseo raggiunge il punto più alto sull'orizzonte. Dall'emisfero australe l'osservazione risulta un po' penalizzata.

## Caratteristiche
Xi Persei è una gigante blu di classe O estremamente luminosa, la sua temperatura superficiale è di 37500 K ed apparentemente, in luce visibile, la sua luminosità è 13500 L⊙, ma se si include la radiazione ultravioletta che emana la stella, la sua luminosità sale a 330 000 volte quella solare.
Nata pochi milioni di anni fa con una massa 40 volte quella del Sole, la stella ha probabilmente già terminato l'idrogeno da convertire in elio nel suo nucleo, e come le stelle con queste caratteristiche, perde una significativa parte di massa per il forte vento stellare che emette, 10 milioni di volte più intenso di quello del Sole.
Xi Persei sembra anche una stella fuggitiva, perché si muove a gran velocità allontanandosi dal suo luogo d'origine, l'associazione stellare Perseus OB2.
Ha anche una più piccola compagna, non ben identificata, che le ruota attorno in 6,95 giorni.